# De Havilland DH.72
El De Havilland DH.72 fue un gran bombardero biplano trimotor británico, diseñado como reemplazo del Vickers Virginia. No entró en producción.

## Diseño y desarrollo
La especificación B.22/27 del Ministerio del Aire era para reemplazar al bombardero nocturno Vickers Virginia y De Havilland obtuvo un encargo para un único prototipo. El DH.72 comenzó como una versión ampliada y militarizada de su exitoso avión de pasajeros biplano trimotor Hercules. La construcción tardó mucho tiempo (unos tres años), en parte porque el contrato exigía alas revestidas de duraluminio y De Havilland no estaba familiarizado con los métodos de construcción con metal, y en parte porque el Ministerio del Aire exigía una posición de artillero de morro, lo que obligaba a trasladar el motor central del Hercules al ala superior. El avión fue completado por Gloster en Brockworth, con quien De Havilland tenía un acuerdo de fabricación de aviones militares, equipado con tres motores radiales Bristol Jupiter XFS de 444 kW (595 hp).
Al igual que el Hercules, el DH.72 tenía alas de cuerdas paralelas, sin flecha ni decalaje, de mismas envergaduras. Sin embargo, la envergadura del nuevo avión era un 19,5 % mayor y las alas tenían tres vanos en lugar de dos. Había alerones en ambas alas y slots en las superiores. Para dejar espacio para la hélice del motor central, el ala superior estaba situada muy por encima del fuselaje y el ala inferior estaba fijada aproximadamente a un tercio de la altura del costado del mismo. Los motores externos se montaron en la parte superior del ala inferior, justo por dentro de los primeros soportes interplanares. Debajo de ellos había pares de ruedas bien espaciadas que formaban un tren de aterrizaje de vía ancha. Estos se sujetaban al fuselaje, dejando la parte inferior libre para la instalación de soportes para bombas. A diferencia del Hercules, el DH.72 tenía una unidad de cola monoplano pero conservaba las aletas gemelas. El timón y los elevadores estaban compensados, y las superficies compensadoras de estos últimos sobresalían mucho más allá de las superficies fijas. Los elevadores estaban divididos y el artillero trasero estaba sentado entre ellos, en el extremo de la cola. El fuselaje era de lados planos, con una puerta justo detrás de las alas y una cabina interna con un par de ventanas justo por delante de las hélices. La cabina abierta de los pilotos estaba bastante adelantada, con el artillero delantero debajo de ellos, en el morro.
El DH.72 voló por primera vez el 27 de julio de 1931, y visitó RAE Farnborough a mediados de noviembre, antes de pasar a realizar pruebas competitivas en RAF Martlesham Heath. Allí, uno de sus competidores fue el Boulton Paul P.32. Ninguno de los dos aviones recibió un encargo de producción y sólo se construyó un DH.72.

## Especificaciones
Referencia datos: Jackson, 1978

### Características generales
- Tripulación: Cinco
- Envergadura: 29 m (95 ft)
- Superficie alar: 179,3 m² (1930 ft²)
- Peso cargado: 9735 kg (21 455,9 lb)
- Planta motriz: 3× motor radial sobrealimentado de 9 cilindros refrigerado por aire Bristol Jupiter XFS.
  - Potencia: 444 kW (612 HP; 604 CV) cada uno.
- Hélices: Bipala de paso fijo

### Armamento
- Ametralladoras: 

  - Provisión para 2x Lewis en puestos artillados de morro y de cola[3]
- Bombas: 1140 kg en soportes externos

## Aeronaves relacionadas

### Secuencias de designación
- Secuencia DH._ (interna de De Havilland): ← DH.69 - DH.70 - DH.71 - DH.72 - DH.73 - DH.74 - DH.75 →
- Secuencia G._ (interna de Gloster): ← G.32 - TC/G.33 - SS.34 - G.35 - SS.35 - FS.36 - SS/G.37 →